# The Randy Newman Songbook, Vol. 2
The Randy Newman Songbook, Vol. 2 is een verzamelalbum van Randy Newman, het is een vervolg op deel 1. Newman trad in het verleden solo op, maar soms ook met een muziekgroep achter zich. The Randy Newman Songbook Volume 2 bevat liedjes van de singer-songwriter met als enig muziekinstrument zijn piano.

## Musici
- Randy Newman – piano en zang

## Muziek
| Nr. | Titel                           | Duur |
| --- | ------------------------------- | ---- |
| 1.  | Dixie flyer                     | 3:20 |
| 2.  | Yellow man                      | 2:05 |
| 3.  | Suzanne                         | 2:48 |
| 4.  | The girls in my life (part one) | 3:20 |
| 5.  | Kingfish                        | 2:17 |
| 6.  | Losing you                      | 2:46 |
| 7.  | Sandman’s coming                | 2:18 |
| 8.  | My life I good                  | 3:27 |
| 9.  | Birmingham                      | 2:22 |
| 10. | Last night I had a dream        | 1:58 |
| 11. | Same girl                       | 2:46 |
| 12. | Baltimore                       | 3:05 |
| 13. | Laugh and be happy              | 2:20 |
| 14. | Lucinda                         | 1:37 |
| 15. | Dayton, Ohio, 1903              | 1:54 |
| 16. | Cowboy                          | 2:21 |

## Hitnotering
In Nederland stond het album twee weken genoteerd (plaatsen 53 en 69), In België een week (plaats 92). 